# Giornata internazionale della tolleranza
La giornata Internazionale della tolleranza è un'osservanza annuale dichiarata dall'UNESCO nel 1995 per ricordare i principi ispiratori della Dichiarazione universale dei diritti umani, approvata dalle Nazioni Unite il 10 dicembre 1948. Viene celebrato il 16 novembre.
Nel 1995, in occasione dell’Anno per la tolleranza indetto dalle Nazioni Unite e del centoventicinquesimo anniversario della nascita del Mahatma Gandhi, l’Unesco ha istituito l’Unesco-Madanjeet Singh prize for the promotion of tolerance and non-violence. Il riconoscimento premia persone, istituzioni, enti o organizzazioni non governative che hanno contribuito, con attività significative in campo artistico, culturale o scientifico, nella promozione della tolleranza e della non violenza.
Ogni anno vengono organizzate varie conferenze e festival in occasione della Giornata internazionale della tolleranza. Tra questi, "Universal Tolerance Cartoon Festival" a Drammen, in Norvegia, che ha organizzato un Festival internazionale dei cartoni animati nel 2013.